# Göran Malmqvist
Pour les articles homonymes, voir Malmqvist.
Nils Göran David Malmqvist est un sinologue, linguiste, grammairien, phonéticien, historien de la littérature chinoise et traducteur suédois né le 6 juin 1924 à Jönköping et mort le 17 octobre 2019[réf. nécessaire].

## Biographie
Après des études d'introduction à la langue chinoise sous l'enseignement de Bernhard Karlgren à l'université de Stockholm, Göran Malmqvist part étudier en Chine entre  1948 et 1950. Revenu à Stockholm, il soutient, en 1951 une thèse de doctorat, en arts et langues. Sa carrière de chercheur international débute avec des conférences données en mandarin à l'Université de Londres entre 1953 et 1955. Il devient ensuite attaché culturel suédois à Pékin et travaille partout en Chine de 1956 à 1958. 

### Carrière universitaire
Göran Malmqvist part pour l'Australie en 1958. Il y travaille sept ans pour l'université nationale australienne à Canberra. Il publie plusieurs ouvrages sur l'histoire de la langue chinoise et obtient le titre de professeur en linguistique chinoise de l'université nationale australienne, en 1961. Durant cette période, il fait paraître des articles spécialisés sur les deux langues sinisantes : ancienne et moderne, traitant de leurs mutations phonologiques et idiomatiques. Ses travaux sur le dialecte littéraire de la dynastie Han et sur l'évolution de la syntaxe ainsi que ses études phonétiques comparées sur le sichuanais et le mandarin font date.

### Ouvrages et traductions
En 1965, Göran Malmqvist est nommé professeur en sinologie, spécialisé dans l'enseignement et la recherche sur la langue chinoise moderne, au nouveau département de langues orientales de l'université de Stockholm. De retour en Suède, il traduit une série de poèmes issus de la dynastie Tang qu'il rassemble dans l'anthologie Det förtätade ögonblicket (Le Moment compact) . Il traduit également quarante deux volumes de contes, nouvelles, romans et poèmes issus de diverses périodes. De fait, il apparaît en Chine comme l'un des historiens majeurs de la poésie nationale. 
En 1971, Göran Malmqvist publie plusieurs ouvrages qui incluent Nykinesisk grammatik (Grammaire du chinois moderne) et Nykinesisk fonetik (Phonétique du chinois moderne). Il fait paraître ses traductions dans le journal universitaire Orientaliska studier (Etudes orientales) ainsi que dans la section Littérature chinoise : 500–1779 de la revue  nordique internationale Litteraturens världshistoria (Histoire de la littérature mondiale). En 1973, suivent les parties consacrées aux époques littéraires ultérieures : La Littérature chinoise: 1780–1890 et La Littérature chinoise: 1890–1965. En parallèle, il rassemble des nouvelles du philosophe et poète Lao She, traduites par ses soins, dans le recueil Det sorgsna skrattet (Le Rire soucieux). En 1974, Malmqvist promeut l'un de ses principaux ouvrages qui contribue à l'attrait de nombreux Suédois pour l'apprentissage du chinois : Kinesiska är inte svårt (Le Chinois n'est pas difficile). 
Dans les années 1970, il se lance dans la traduction du roman  d'aventures Au bord de l'eau (en pinyin : Shui Hu zhuan), pilier de la littérature classique chinoise de près d'un millier de pages. Pour titre suédois, il donne au livre l'intitulé Berättelser från träskmarkerna (Contes des marais) et le publie en quatre volumes entre 1976 et 1979. Cette œuvre fut mise à l'écrit au XIVe siècle mais son origine était orale. À travers ses personnages principaux en conflit avec l'autorité impériale, elle donne une riche peinture de la fin de la dynastie Song au XIIe siècle. L'une des plus grandes réussites de Malmqvist reste la traduction monumentale, en cinq volumes, de Färden till västern (Le Voyage en Occident), d'un genre similaire. Rédigé au XVIe siècle, le texte conte l'histoire au VIIe siècle du bonze Xuanzang qui ramena de l'Inde vers la Chine les écrits sacrés du bouddhisme : le Tipitaka. Durant les années 1980, les recherches du sinologue s'orientent vers la philologie, la syntaxe et la sémantique du chinois classique.

### Académie suédoise
Göran Malmqvist est élu à l'Académie suédoise le 11 avril 1985 et entre officiellement en fonction le 20 décembre 1985. Il succède à l'historien de la littérature Henry Olsson au fauteuil N°5. Après son élection, il écrit en 1995 une biographie remarquée de plus de cinq cents pages sur son ancien professeur Bernhard Karlgren : Bernhard Karlgren – ett forskarporträtt (Bernhard Karlgren – Portrait d'un savant). Aujourd'hui, Malmqvist continue à suivre les pas de son maître par une approche phonétique classique de la sinologie, proche de l'époque des pionniers en la matière qui investissaient en Chine, entre 1910 et 1912, les champs d'une recherche dialectologique qui a tenté de reproduire les canons phoniques de l'ancien chinois. Au sein de l'Académie suédoise, il participe par ailleurs grandement à la promotion de la littérature chinoise jusqu'alors ignorée. Sous son impulsion, deux prix Nobel de littérature sont décernés à des auteurs écrivant en mandarin : Gao Xingjian en 2000, dont il est le traducteur suédois et Mo Yan en 2012. 

## Textes de conférences et publications
en anglais :
- Göran Malmqvist, A selective guide to Chinese literature, 1900-1949. 4 vol. Leiden, 1988-1990.
- Göran Malmqvist, Modern Chinese literature and its social context, Nobel Symposium, 32. Stockholm, 1977.
- Göran Malmqvist, Problems and Methods in Chinese Linguistics, The Australian National University : Canberra, 1962. Le livre est une introduction aux études linguistiques du chinois.

en suédois :
- (sv) Göran Malmqvist, Bernhard Karlgren : ett forskarporträtt, Stockholm : Norstedt, 1995  (ISBN 91-1-955092-8)
- (sv) Göran Malmqvist, Det förtätade ögonblicket (The compacted moment), Stockholm : Forum, 1965
- (sv) Traduction de Lao She, Det sorgsna skrattet, Stockholm : Forum, 1972  (ISBN 91-37-05185-7)
- (sv) Göran Malmqvist, Kinesiska är inte svårt, Stockholm : Aldus, 1974  (ISBN 91-0-039660-5)
- (sv) Henry Olsson : inträdestal i Svenska akademien. Stockholm, 1985.